# Jerry Costello
Jerry Francis Costello, född 25 september 1949 i East St. Louis, Illinois, är en amerikansk demokratisk politiker. Han var ledamot av USA:s representanthus 1988–2013.
Costello gick i skola i Assumption High School i East St. Louis. Han studerade sedan vid Belleville Area College och Maryville College of the Sacred Heart (numera Maryville University).
Kongressledamot Melvin Price avled 1988 i ämbetet. Costello vann fyllnadsvalet för att efterträda Price i representanthuset. Han omvaldes tolv gånger.
Costello är katolik. Han och hustrun Georgia har tre barn.